# سان داميانو ماكرا
سان داميانو ماكرا هيبلدية (كوميون) في مقاطعة كونيو في منطقة بيدمونت الإيطالية، وتقع على بعد حوالي 70 كيلومتر (43 ميل) جنوب غرب تورينو وحوالي 25 كيلومتر (16 ميل) شمال غرب كونيو.
تقع سان دمايانو ماكرا على حدود البلديات التالية: كارتينيانو، كاستيلمانيو، تشيللي دي ماكرا، درونيرو وفراسينو، ماكرا، ميللي، روكابرونا، سامبييري.

## التاريخ
عام 1716 اندمجت سان داميانو ماكرا مع بايليرو. في عام 1929، انضمت بلديات لوتولو وبايليريس إلى سان داميانو.

## روابط خارجية
- الموقع الرسمي